# SMS Wettin
SMS Wettin là một thiết giáp hạm tiền-dreadnought thuộc lớp Wittelsbach của Hải quân Đế quốc Đức. Nó được chế tạo tại xưởng tàu Schichau ở Danzig; được đặt lườn vào năm 1899 và hoàn tất vào tháng 10 năm 1902 với chi phí 22.597.000 Mác vàng. Nó cùng với các tàu chị em Wittelsbach, Zähringen, Schwaben và Mecklenburg là những tàu chiến chủ lực đầu tiên được chế tạo theo nội dung của Luật Hải quân năm 1898, được đề xướng bởi Đô đốc Alfred von Tirpitz.
Wettin đã hoạt động cùng Hải đội Chiến trận một trong hầu hết quãng đời phục vụ. Con tàu nhanh chóng bị lạc hậu do sự ra đời của những tàu chiến "toàn-súng-lớn" mới, nhưng sau khi Chiến tranh Thế giới thứ nhất bùng nổ vào tháng 8 năm 1914, nó được huy động phục vụ trở lại cùng Hải đội Chiến trận 4. Con tàu chỉ có những hoạt động giới hạn tại biển Baltic chống lại lực lượng Hải quân Nga, nhưng mối đe dọa của tàu ngầm Anh đã buộc con tàu phải rút lui vào năm 1916. Trong thời gian còn lại của cuộc xung đột, Wettin phục vụ như là tàu huấn luyện học viên sĩ quan và tàu kho chứa. Sau khi chiến tranh kết thúc, nó được rút khỏi Đăng bạ Hải quân và bị bán để tháo dỡ vào năm 1921. Chiếc chuông của con tàu hiện đang được trưng bày tại Bảo tàng Lịch sử Quân sự (Militärhistorisches Museum der Bundeswehr) ở Dresden.

## Thiết kế và chế tạo
Wettin được đặt lườn vào tháng 11 năm 1899 tại xưởng tàu Schichau-Werke ở Danzig dưới số hiệu chế tạo 676. Nó được đặt hàng dưới cái tên tạm thời "D" trong hợp đồng như là một đơn vị mới của hạm đội. Con tàu là thành viên của một lớp thiết giáp hạm mới được chế tạo dưới sự chỉ đạo của Đô đốc Alfred von Tirpitz, theo những điều khoản của Đạo luật Hải quân Đức thứ nhất năm 1898. Wettin được hạ thủy vào ngày 6 tháng 6 năm 1901 và đưa ra hoạt động vào ngày 1 tháng 10 năm 1902. Con tàu có chi phí tổng cộng 22.597.000 Mác vàng.
Con tàu có chiều dài chung 126,8 m (416 ft), mạn thuyền rộng 22,8 m (75 ft), và độ sâu của mớn nước là 7,95 m (26,1 ft) ở phía trước và 8,04 m (26,4 ft) phía sau. Nó được đẩy bởi hệ thống động lực gồm ba động cơ hơi nước ba buồng bành trướng đặt dọc dẫn động ba trục chân vịt. Hơi nước được cung cấp bởi sáu nồi hơi Thornycroft và sáu nồi hơi hình trụ ngang. Wettin có công suất thiết kế là 14.000 ihp (10.000 kW), cho phép đạt được tốc độ tối đa 18 hải lý trên giờ (33 km/h; 21 mph). Tuy nhiên, khi chạy thử máy, nó đạt đến công suất 15.530 ihp (11.581 kW) và tốc độ tối đa 18,1 hải lý trên giờ (33,5 km/h; 20,8 mph).
Dàn hỏa lực của Wettin bao gồm một dàn pháo chính với bốn khẩu hải pháo 24 cm (9,4 in)/40 caliber bố trí trên hai tháp pháo nòng đôi, một phía trước và một phía sau của cấu trúc thượng tầng. Dàn pháo hạng hai của nó có mười tám khẩu hải pháo 15 cm (5,9 in) SK L/40 cùng mười hai khẩu pháo 8,8 cm (3,5 in) SK L/30 bắn nhanh, được hoàn thiện với sáu ống phóng ngư lôi 45 cm (17,7 in), tất cả được đặt trên các bệ xoay bên trên mực nước.

## Lịch sử hoạt động
Khi được đưa ra hoạt động vào tháng 10 năm 1902, Wettin được phân về Hải đội 1 của Hạm đội Chiến trận. Đến năm 1905, hạm đội Đức được tái tổ chức thành hai hải đội thiết giáp hạm; Wettin được phân về Đội 1 của Hải đội 1, có sự tham gia của các con tàu chị em Wittelsbach và Zähringen. Hạm đội Đức lúc đó còn có thêm một đội ba chiếc của Hải đội 1 và hai đội ba chiếc khác của Hải đội 2; chúng được hỗ trợ bởi một hải đội trinh sát bao gồm hai tàu tuần dương bọc thép và sáu tàu tuần dương bảo vệ.
Deutschland, lớp thiết giáp hạm mạnh nhất mà Đức từng chế tạo, bắt đầu được đưa ra hoạt động vào năm 1907. Việc này đã cung cấp cho hải quân đủ tàu chiến để hình thành một hải đội thứ hai đầy đủ sức mạnh bao gồm tám chiếc. Hạm đội được đổi tên thành Hạm đội Biển khơi (Hochseeflotte). Bắt đầu từ năm 1911, Wettin được sử dụng như một tàu huấn luyện cho pháo thủ hải quân, công việc này kéo dài cho đến năm 1914. Vào năm 1914, Wettin và các tàu chị em được cho xuất biên chế và đưa về lực lượng dự bị.
Khi Chiến tranh Thế giới thứ nhất nổ ra vào tháng 8 năm 1914, Wettin và những chiếc cùng lớp được huy động trở lại trong thành phần Hải đội Chiến trận 4 dưới quyền chỉ huy của Phó đô đốc Ehrhard Schmidt. Bắt đầu từ ngày 3 tháng 9 năm 1914, Hải đội Chiến trận 4, có sự hỗ trợ của tàu tuần dương bọc thép Blücher, bắt đầu một cuộc càn quét vào biển Baltic. Chiến dịch kéo dài cho đến ngày 9 tháng 9 nhưng không lôi kéo được các đơn vị Hải quân Nga vào cuộc xung đột. Vào tháng 5 năm 1915, Hải đội Chiến trận 4, kể cả Wettin, được điều sang hỗ trợ cho Lục quân Đức tại khu vực biển Baltic. Wettin và các tàu chị em sau đó đặt căn cứ tại Kiel.
Vào ngày 6 tháng 5, các con tàu thuộc Hải đội 4 được giao nhiệm vụ hỗ trợ cho cuộc tấn công chiếm đóng Libau. Wettin cùng các tàu khác chiếm lấy vị trí ngoài khơi Gotland nhằm đánh chặn mọi tàu tuần dương Nga tìm cách ngăn cản cuộc đổ bộ; tuy nhiên phía Nga đã không hoạt động. Đến ngày 10 tháng 5, sau khi lực lượng tấn công đã tiến vào Libau, các tàu ngầm Anh E1 và E9 đã phát hiện Hải đội 4, nhưng ở khoảng cách quá xa không thể tấn công chúng. Wettin cùng các con tàu chị em đã không có mặt trong thành phần hạm đội Đức tham gia tấn công vịnh Riga vào tháng 8 năm 1916 do thiếu hụt lực lượng hộ tống. Sự tăng cường hoạt động của các tàu ngầm Anh đã buộc phía Đức phải phân bổ thêm tàu khu trục hộ tống để bảo vệ cho các tàu chiến chủ lực.
Đến năm 1916, mối đe dọa của tàu ngầm đối phương tại biển Baltic buộc Hải quân Đức phải rút những chiếc lớp Wittelsbach đã lạc hậu khỏi các hoạt động ở tuyến đầu. Wettin sau đó hoạt động như một tàu huấn luyện học viên sĩ quan, đồng thời như một tàu kho chứa tiếp liệu. Con tàu được rút khỏi danh sách Đăng bạ Hải quân vào ngày 11 tháng 3 năm 1920, rồi bị bán để tháo dỡ vào ngày 21 tháng 11 năm 1921. Wettin cuối cùng bị tháo dỡ cùng năm đó tại Rönnebeck thuộc phạm vi Bremen. Chiếc chuông của con tàu hiện đang được trưng bày tại Bảo tàng Lịch sử Quân sự (Militärhistorisches Museum der Bundeswehr) ở Dresden.